# Carsten Peter Thiede
Carsten Peter Thiede (Berlijn, 8 augustus 1952 - Paderborn, 14 december 2004) was een Duits historicus en archeoloog.
Thiede was professor in de sociologie van de tijd van het Nieuwe Testament aan de universiteit van de Zwitserse stad Bazel; verder was hij verbonden aan de Israëlische Ben-Gurion Universiteit van de Negev in Beër Sjeva.
In het kader van zijn werk ontdekte hij onder andere het Bijbelse dorp Emmaüs. Ook wist hij enkele zeer oude papyrusfragmenten uit de Evangeliën op basis van vergelijkend schriftonderzoek te herleiden tot vlak na het leven van Jezus.
Carsten Pieter Thiede overleed op 52-jarige leeftijd aan een hartinfarct.
- Bibsys: 90154392
- Biblioteca Nacional de España: XX925025
- Bibliothèque nationale de France: cb123725546 (data)
- Gemeinsame Normdatei: 11558126X
- International Standard Name Identifier: 0000 0001 1031 4714
- Library of Congress Control Number: n80064006
- Nationale Bibliotheek van Letland: 000179899
- Nationale Bibliotheek van Tsjechië: jo2003180365
- Nationale Bibliotheek van Israël: 987007268985605171
- Nationale Bibliotheek van Polen: a0000001899840
- Nederlandse Thesaurus van Auteursnamen: 073431524
- Système universitaire de documentation: 032757611
- Virtual International Authority File: 95297332
- WorldCat: E39PBJpDVVGhPTkWkg9fP9vT73